# Piper tomohonum
Piper tomohonum är en pepparväxtart som beskrevs av C. Dc.. Piper tomohonum ingår i släktet Piper och familjen pepparväxter. Inga underarter finns listade i Catalogue of Life.